# 足守站
足守站（日语：／ Ashimori eki */?）是一個位於岡山縣岡山市北區福崎、屬於西日本旅客鐵道（JR西日本）吉備線（桃太郎線）的鐵路車站。

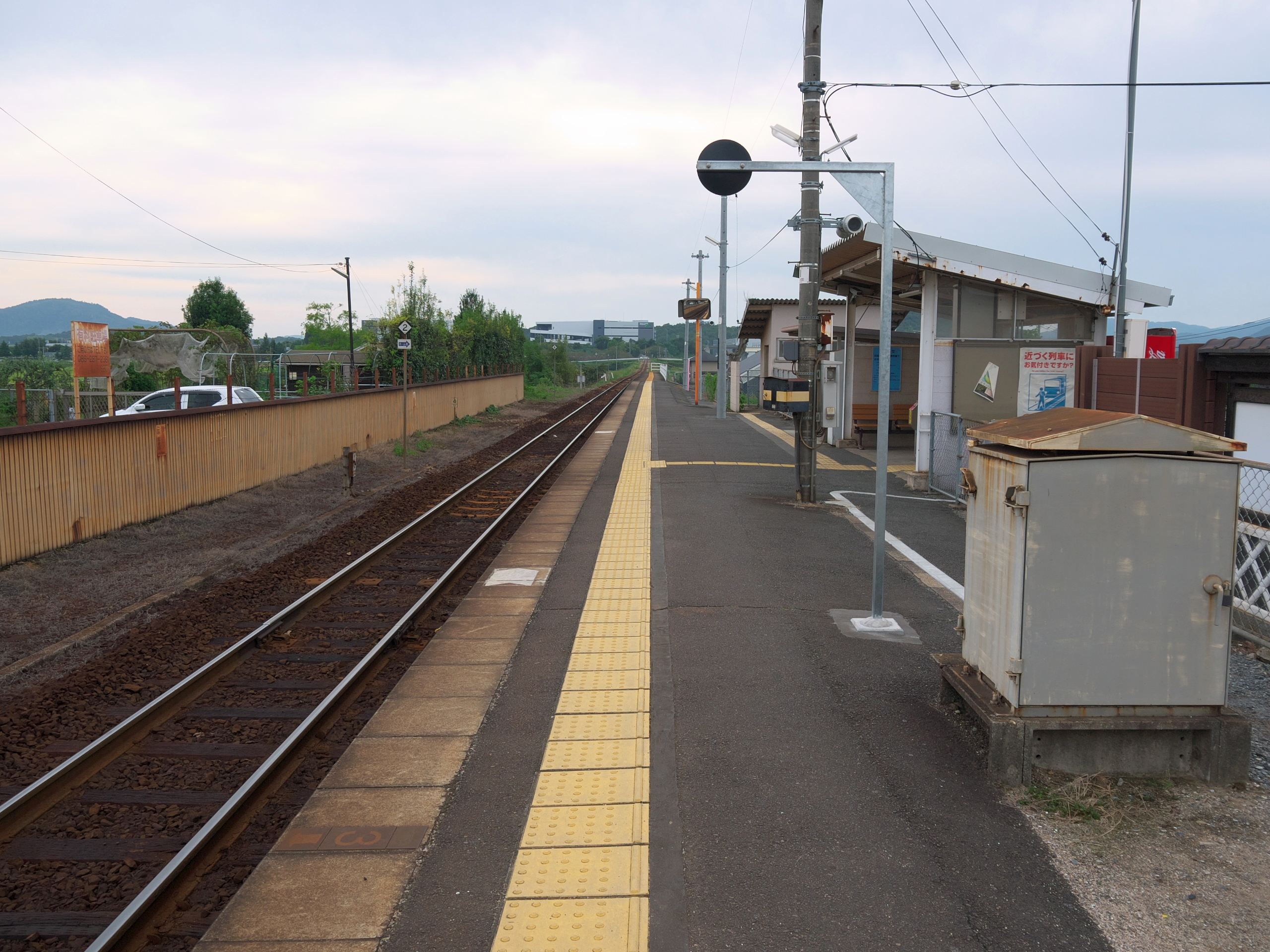
月台（2017年10月）

## 車站結構
總社方向右側側式月台1面1線的地面車站（停留所）。

## 相鄰車站
西日本旅客鐵道
 桃太郎線（吉備線）
備中高松－足守－服部